# Det började med Eva
Det började med Eva är en amerikansk komedifilm från 1941 i regi av Henry Koster. Den är baserad på en historia av Hanns Kräly.

## Handling
Filmen handlar om en man vars döende fader, Jonathan Reynolds, har en önskan om att få träffa sin sons nya fästmö, Gloria. Fästmön är för stunden inte tillgänglig och för att kunna tillmötesgå fadern engagerar sonen Anne Terry, som får spela hans fästmö. Problemen börjar då fadern plötsligt tillfrisknar, samtidigt som sonen börjar få känslor för Anne.

## Rollista
- Deanna Durbin - Anne Terry
- Charles Laughton - Jonathan Reynolds
- Robert Cummings - Jonathan "Johnny" Reynolds Jr.
- Guy Kibbee - Maxwell
- Margaret Tallichet - Gloria Pennington
- Catherine Doucet - fru Pennington
- Walter Catlett - Harvey
- Charles Coleman - Roberts